# Drève du Comte
Ne doit pas être confondu avec Drève du Comte de Flandre.
La drève du Comte  (en néerlandais: Graafdreef) est une drève bruxelloise de la commune d'Uccle et Watermael-Boitsfort en Forêt de Soignes. Elle mène, entre autres, aux étangs des Enfants Noyés.